# Alphonse de Candolle

Stemma della famiglia Caldora o de Candolle

Alphonse Louis Pierre Pyrame de Candolle (Parigi, 28 ottobre 1806 – Ginevra, 4 aprile 1893) è stato un botanico svizzero.

## Biografia
Figlio del botanico svizzero Augustin Pyrame de Candolle e di Anne-Françoise-Robertine Torras, inizialmente si dedicò a studi giuridici. Li abbandonò presto per rivolgersi alla botanica, come il padre. Prese, infatti, il suo posto di professore di storia naturale presso l'Università di Ginevra e di direttore dell'orto botanico di Ginevra.
Il 13 dicembre 1846 divenne socio corrispondente dell'Accademia delle Scienze di Torino.
Collaborò con il padre alla realizzazione dell'opera Prodromus systematis naturalis.
Studiò l'origine delle piante coltivate e l'importanza dei fattori ambientali sullo sviluppo degli organismi viventi; si dedicò inoltre alla stesura delle norme internazionali di nomenclatura botanica.
Fra le sue opere si annoverano: Histoire des sciences et des savants depuis deux siècles (1872), Origines des plantes cultivées (1883), Monographie des Campanulées, Introduction à l'étude de la botanique e la sua opera più importante Géographie botanique raisonnée.

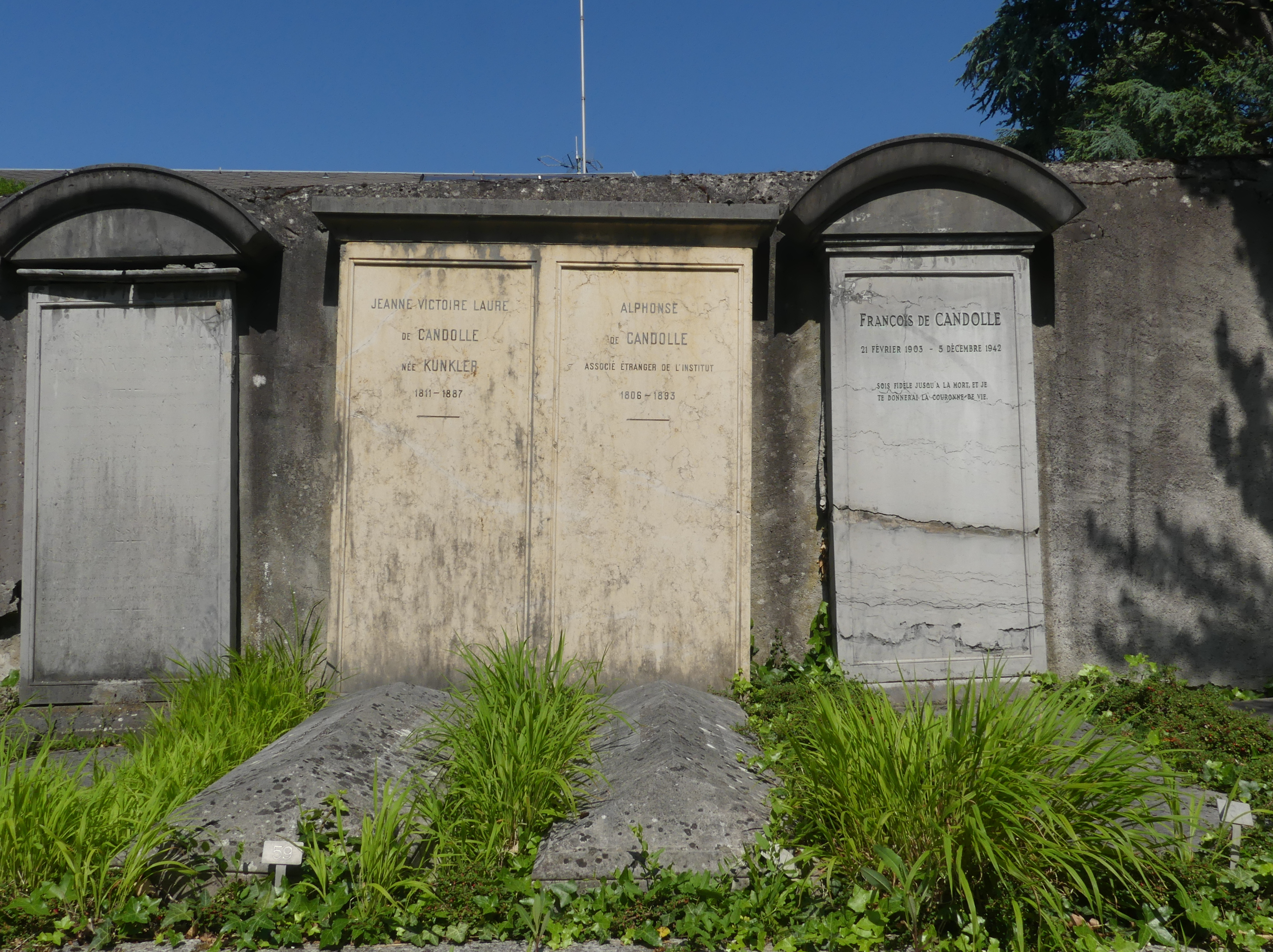
Tomba di Alphonse de Candolle nel cimitero di Chêne-Bougeries

## Ascendenza
|                                          |   |                  | Genitori          |  |  | Nonni |  |  | Bisnonni            |  |  | Trisnonni           |  |
|                                          |   |                  |                   |  |  |       |  |  | Abraham de Candolle |  |  | Pyramus de Candolle |  |
|                                          |   |                  |                   |  |  |       |  |  | Abraham de Candolle |  |  | Pyramus de Candolle |  |
|                                          |   | Charlotte Bonnet |                   |  |  |       |  |  | Abraham de Candolle |  |  |                     |  |
| Augustin de Candolle                     |   |                  |                   |  |  |       |  |  | Abraham de Candolle |  |  |                     |  |
|                                          |   | Michée Bernardin | Denis Bernardin   |  |  |       |  |  |                     |  |  |                     |  |
|                                          |   | Michée Bernardin | Denis Bernardin   |  |  |       |  |  |                     |  |  |                     |  |
|                                          |   | Michée Bernardin | Judith Coudougnan |  |  |       |  |  |                     |  |  |                     |  |
| Augustin Pyrame de Candolle              |   | Michée Bernardin |                   |  |  |       |  |  |                     |  |  |                     |  |
|                                          |   | Jacques Brière   | ?                 |  |  |       |  |  |                     |  |  |                     |  |
|                                          |   | Jacques Brière   | ?                 |  |  |       |  |  |                     |  |  |                     |  |
|                                          |   | Jacques Brière   | ?                 |  |  |       |  |  |                     |  |  |                     |  |
| Louise-Éléonore Brière                   |   | Jacques Brière   |                   |  |  |       |  |  |                     |  |  |                     |  |
|                                          |   | Sara Le Fort     | ?                 |  |  |       |  |  |                     |  |  |                     |  |
|                                          |   | Sara Le Fort     | ?                 |  |  |       |  |  |                     |  |  |                     |  |
|                                          |   | Sara Le Fort     | ?                 |  |  |       |  |  |                     |  |  |                     |  |
| Alphonse Louis Pierre Pyrame de Candolle |   | Sara Le Fort     |                   |  |  |       |  |  |                     |  |  |                     |  |
|                                          | ? | ?                |                   |  |  |       |  |  |                     |  |  |                     |  |
|                                          | ? | ?                |                   |  |  |       |  |  |                     |  |  |                     |  |
|                                          | ? | ?                |                   |  |  |       |  |  |                     |  |  |                     |  |
| Pierre Torras                            | ? |                  |                   |  |  |       |  |  |                     |  |  |                     |  |
|                                          |   | ?                | ?                 |  |  |       |  |  |                     |  |  |                     |  |
|                                          |   | ?                | ?                 |  |  |       |  |  |                     |  |  |                     |  |
|                                          |   | ?                | ?                 |  |  |       |  |  |                     |  |  |                     |  |
| Anne-Françoise-Robertine Torras          |   | ?                |                   |  |  |       |  |  |                     |  |  |                     |  |
|                                          |   | ?                | ?                 |  |  |       |  |  |                     |  |  |                     |  |
|                                          |   | ?                | ?                 |  |  |       |  |  |                     |  |  |                     |  |
|                                          |   | ?                | ?                 |  |  |       |  |  |                     |  |  |                     |  |
| Anne-Jeanne-Louise Gardelle              |   | ?                |                   |  |  |       |  |  |                     |  |  |                     |  |
|                                          |   | ?                | ?                 |  |  |       |  |  |                     |  |  |                     |  |
|                                          |   | ?                | ?                 |  |  |       |  |  |                     |  |  |                     |  |
|                                          |   | ?                | ?                 |  |  |       |  |  |                     |  |  |                     |  |
|                                          |   | ?                |                   |  |  |       |  |  |                     |  |  |                     |  |

| A.DC. è l'abbreviazione standard utilizzata per le piante descritte da Alphonse de Candolle. Consulta l'elenco delle piante assegnate a questo autore dall'IPNI. |